# Zoladz-test
De zoladz-test is een test voor  duursporters, met als doel de getraindheid in een range van inspanningsniveaus vast te stellen. Deze test is ontwikkeld door de Poolse inspanningsfysioloog Jerzy Żołądź, die er zelf echter nooit over heeft gepubliceerd.

## Omschrijving
De test is bedoeld als een praktische methode om de conditie van duursporters in het aerobe gebied vast te stellen. Dat wil zeggen, in het gebied waarin de sporter nog voldoende zuurstof kan opnemen en niet verzuurt. De achtergrond hiervan is dat het volgens Żołądź voor het prestatievermogen belangrijk is op alle inspanningsniveaus (en bijbehorende metabolismen) goed getraind te zijn.
De test bestaat uit het leveren van vijfmaal zes minuten inspanning (b.v. hardlopen, maar ook schaatsen of fietsen) in een steeds hogere hartslagzone, met pauzes van twee minuten.
Deze hartslagzones zijn door Żołądź gesteld op een vast aantal slagen vanaf de maximale hartslag:
- Zone 1 (Z1)= HFmax-50 ± 5
- Zone 2 (Z2)= HFmax-40 ± 5
- Zone 3 (Z3)= HFmax-30 ± 5
- Zone 4 (Z4)= HFmax-20 ± 5
- Zone 5 (Z5)= HFmax-10 ± 5

Na elke 6 minuten inspanning wordt de afgelegde afstand gemeten.
Wanneer de afstand nu van zone naar zone rechtlijnig oploopt, is de sporter in elke zone even goed getraind. Wanneer ergens een knik optreedt, is dit een teken dat er in bepaalde zones nog winst te halen is.
Daarnaast is vooruitgang vast te stellen door de test regelmatig te herhalen. Wanneer er goed getraind is, legt men in dezelfde zone een grotere afstand af.

## Verwarring met trainingsmethode
De zoladz-zones worden abusievelijk ook als alternatief voor fysiologische trainingszones gebruikt. Men spreekt soms zelfs van een zoladz-trainingsmethode. Dit is echter een incorrect gebruik van deze zonering en ook nooit als zodanig door Żołądź bedoeld. Zoladz-zones kunnen niet zonder meer als trainingsaanwijzing gebruikt worden. In de fysiologische trainingszones (zowel in de maximale hartslag als in ligging van de aerobe en anaerobe drempel) van sporters zit een dusdanig grote spreiding dat deze niet met vuistregels te benaderen zijn. Żołądź definieerde de zones voor deze test zo dat zij gemakkelijk uit te rekenen zijn en bij de meeste getrainde sporters het aerobe gebied beslaan. (Zes minuten anaerobe inspanning is niet mogelijk.)